# Makobo Modjadji
Makobo Modjadji VI (1978 – 12 de junho de 2005) foi a sexta Rainha Chuva da tribo Balobedu. Dizem que Makobo tinha a capacidade de controlar as nuvens e rios. Makobo foi coroada em 16 de abril de 2003, aos 25 anos de idade após a morte de sua antecessora e avó, a rainha Mokope Modjadji. Isso fez dela a mais jovem rainha na história da tribo Balobedu.

## Biografia
Makobo era filha da princesa Makheala e foi a única rainha Chuva ser formalmente educada. Ela foi coroada como a Rainha Chuva em 2003, dois anos após a morte de sua mãe a princesa Makheala e sua avó a rainha Mokope Modjadji. Sua mãe, a sucessora designada, tinha morrido dois dias antes de sua avó, portanto Makobo foi escolhida como a próxima rainha chuva. No dia da coroação, uma leve garoa caiu o que foi interpretado como um bom presságio. A coroação foi uma elaborada cerimônia, mas acredita-se que Makobo aceitou a coroa com relutância.
Embora respeitado por suas habilidades e linhagem, Makobo foi visto como moderna demais para ser a próxima rainha da chuva, que pode ter sido por isso que houve um longo atraso antes que ela foi coroada. Makobo gostava de usar calças jeans e camisetas, visitar discotecas, assistir a telenovelas e bate-papo em seu telefone celular.
Modjadji também tinha um namorado, David Mogale, que se acreditava ter sido pai de sua segunda filha. Ele é o ex-gerente municipal do Município da Grande Letaba. Ele também tem rumores de ter se mudado para o Complexo Real para morar com ela. Isso causou grande controvérsia com o Conselho Real como a Rainha Chuva só é cada vez supostamente para acasalar com os nobres que o Conselho Real si mesmos escolheram. Portanto, David foi banido da aldeia e os dois filhos da rainha Rainha nunca foram reconhecidos pelo Conselho.

## Morte e conspiração
No 10 de junho, Makobo foi admitido na Medi-Clínica de Polokwane com uma doença então não revelada e morreu dois dias depois, aos 27 anos de idade.
Há muita controvérsia em torno da morte da Rainha. Alguns moradores acreditam que ela morreu de um coração partido quando seu amante David Mogale foi banido da Vila real pelo Conselho Real para pôr fim ao seu caso de amor. David se afirma que o Conselho Real envenenou Makobo, como eles viu incapaz de manter a posição muito reverenciado da Rainha Chuva, e esta foi a maneira mais fácil de tê-la removido. A equipe do hospital acredita que ela morreu de AIDS, enquanto outros estão preocupados com o desaparecimento do irmão de Makobo, Mpapatla, visto pela última vez no dia da morte de Makobo.
Um incêndio estourou na casa do chefe local onde o caixão de Makobo estava sendo mantido antes de seu funeral. O fogo foi apagado antes do caixão Makobo sofreu qualquer dano, mas o evento parecia despertar mais suspeitas de jogo sujo em torno da morte de Makobo.
Oficialmente Makobo morreu de meningite crônica.